# Hambers
Hambers település Franciaországban, Mayenne megyében. Lakosainak száma 625 fő (2022. január 1.). Hambers Bais, Champgenéteux, La Chapelle-au-Riboul, Grazay, Jublains, Mézangers és Sainte-Gemmes-le-Robert községekkel határos.

## Népesség
A település népességének változása:
| Lakosok száma | 707  | 490  | 451  | 563  | 636  | 617  | 609  | 611  | 616  | 625  |
|               | 1968 | 1982 | 1990 | 2006 | 2013 | 2015 | 2017 | 2019 | 2020 | 2022 |